# Nea Smyrni

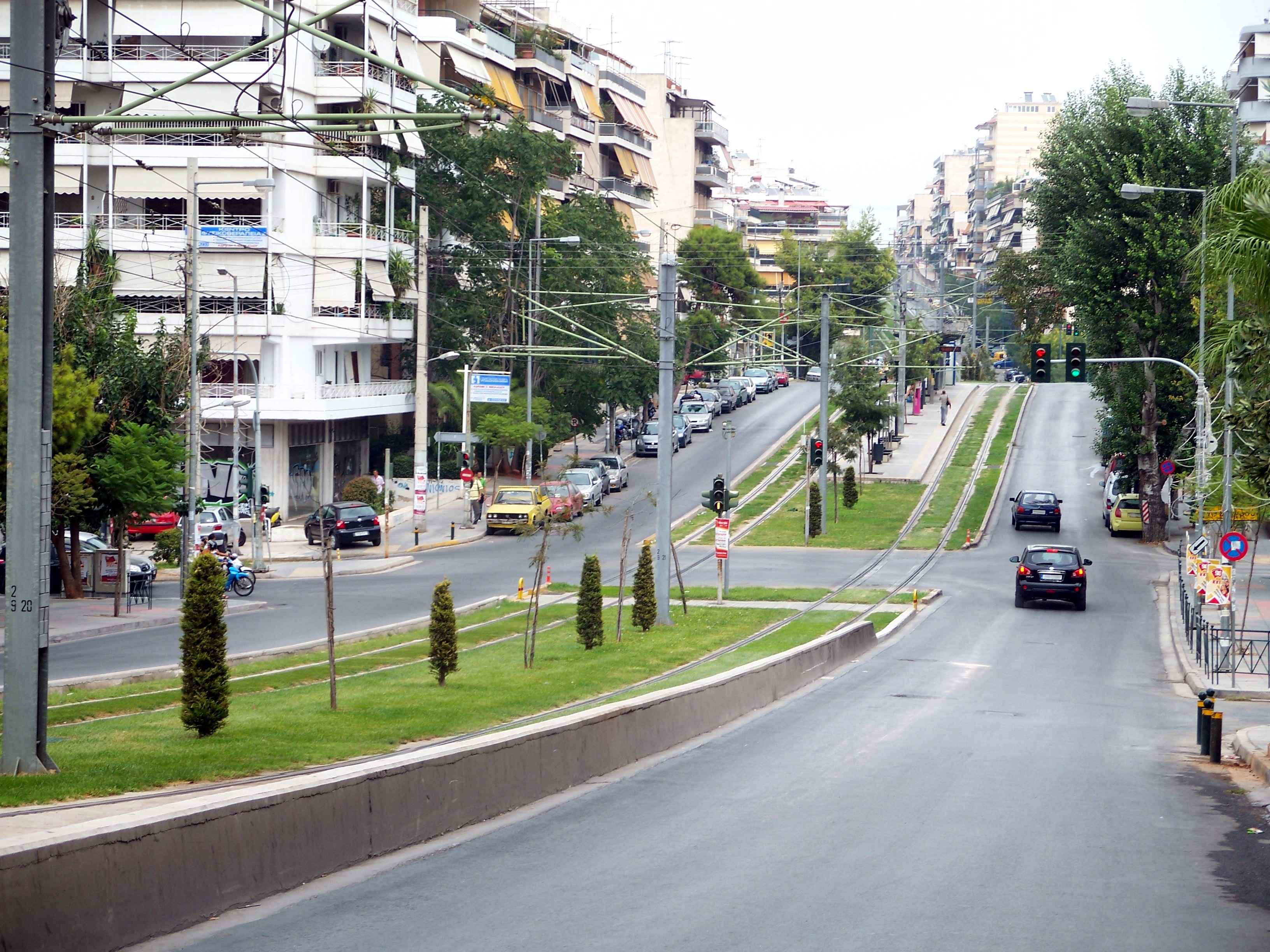
Eleftheriou Venizelou-avenyn i Nea Smyrni.

Nea Smyrni eller Nea Smirni (grekiska: Νέα Σμύρνη, Nya Smyrna) är en förort till Aten i kommunen Dimos Nea Smyrni, Grekland.
På 1920-talet kom många flyktingar från Smyrna (İzmir) i Turkiet och bosatte sig sydväst om Aten, i dagens Nea Smyrni. Idag bor där 73 986 personer.
Fotbollsklubben Panionios FC kommer från staden.